# Sarcotoxin
Ein Sarcotoxin ist ein Vertreter aus einer Gruppe von antibakteriellen Peptiden und Proteinen aus Sarcophaga-Fliegen, der Mittelmeerfruchtfliege und einigen vor allem nichtsymbiotischen Insekten.

## Eigenschaften
Sarcotoxine wurden erstmals 1983 im Mixocoel von aasfressenden Fliegen der Gattung Sarcophaga (Sarcophaga peregrina) isoliert. Sarcotoxine werden von den Larven zur Abwehr von Bakterien sezerniert.
Sarcotoxine des Typs I (IA, IB, IC, ID) binden den Lipid-A-Anteil in bakteriellen Lipopolysacchariden und besitzt mit seinen 39 bis 40 Aminosäuren strukturelle Ähnlichkeiten mit Cecropin. Sie unterscheiden sich in nur zwei bis drei Aminosäuren. Sarcotoxine vom Typ I wirken in Bakterien als porenbildendes Toxin.
Sarcotoxine vom Typ II (IIA, IIB, IIC) besitzen ungefähr 270 Aminosäuren. Sarcotoxine vom Typ 2 sind strukturell mit Diptericinen verwandt.
Sarcotoxine vom Typ III sind Peptide mit einer Molmasse von etwa sieben Kilodalton.

## Anwendungen
Sarcotoxin IA wurde in transgenen Tabakpflanzen zur Erhöhung der Resistenz gegen Bakterien verwendet.